# 成川郡
成川郡（：／ Sŏngchŏn gun */?）是朝鮮民主主義人民共和國平安南道東南部的一個郡，位於首都平壤市東北、道府平城市以東。四面環山，中間為沸流江形成的盆地。面積724平方公里，2008年人口149,809人。下分1邑、3勞動者區、20里。
降仙樓是關西八景之一。

## 景點
羅盛教紀念碑

## 歷史
931年王氏高麗設剛德鎮。1017年設成州防禦使。1414年改稱成川。1895年設郡。